# Turi (rapper)
Salvatore Scattarreggia, noto anche con lo pseudonimo di Turi Christopher (Oppido Mamertina, 26 ottobre 1976), è un rapper e produttore discografico italiano.
È noto anche come FunkyTuri, Calabro Nove oppure Tony Baretta.

## Biografia
Inizia la sua carriera artistica nel 1994 partecipando a varie jam session nei più famosi club hiphop della capitale. Due anni dopo, insieme a Piotta e DJ Squarta, fonda la crew Robba Coatta.
Dopo un'intensa attività live in tutta la penisola e grazie al suo stile ironico e sarcastico, Turi si afferma come uno dei migliori intrattenitori e improvvisatori della scena hip-hop italiana. Nel 1998 partecipa al primo singolo di Piotta Spingo io. Nell'autunno dello stesso anno viene pubblicato Comunque vada sarà un successo, il primo album ufficiale di Piotta, dove Turi appare in sei tracce. Degno di nota è il brano Dimmi qual è il nome, secondo singolo estratto, che permette al rapper calabrese di farsi notare anche in TV grazie al video girato dai Manetti Bros.
Nell'estate del 1999 produce il suo primo mini album solista Aspromonte a Roma in edizione limitata di 500 copie. Grazie al successo del brano Supercafone (disco d'oro), Turi, in compagnia di Piotta e DJ Squarta, partecipa ad un intenso tour promozionale di circa 90 date. Da menzionare la performance all'MTV Day 1999. Nello stesso anno collabora alla compilation hip-hop Novecinquanta di Fritz da Cat. Viene girato un videoclip a New York del suo brano Schiaffetto correttivo
Nel 2000 recita nel film Zora la vampira di Carlo Verdone e Manetti Bros., e partecipa con il brano D'istinto alla colonna sonora del film.
Nel 2001 Turi inizia la sua carriera solista firmando il suo primo contratto discografico con l'etichetta indipendente romana Antibemusic. Nell'estate dello stesso anno riceve innumerevoli elogi dalla critica specializzata grazie al suo primo album Salviamo il salvabile dove, oltre ad apparire come rapper, firma anche le musiche. Nella primavera del 2004 sempre per Antibemusic esce il suo secondo album ufficiale L'amico degli amici che contiene il singolo (con videoclip) Cosa vuoi da me.
Con il brano in questione Turi, nell'ottobre del 2005, si aggiudica il premio come "miglior singolo" all'interno della nota manifestazione hip hop nazionale MC Giaime. Nel maggio del 2006 partecipa come rapper al progetto organizzato dalla Red Bull Homegroove e dalla Royality Gli originali, un musical hip hop sotto la direzione musicale e l'orchestra del compositore italiano, il maestro Franco Micalizzi.
Nel 2009 esce lo street album Lealtà e rispetto.(Tutte le tracce sono state Prodotte da Turi eccetto la numero 5 da Macro Marco)
Nel 2012 viene pubblicato il nuovo singolo Testaccia malata, che anticipa l'uscita del nuovo EP Brutta persona. Nello stesso anno partecipa al programma Un due tre stella di Sabina Guzzanti.
Nel 2013 è presente con una traccia inedita nel nuovo album di Fritz da Cat.
Nel 2024 sono stati messi in ristampa gli album Salviamo il salvabile, L’amico degli amici e Lealtà e rispetto.

## Risultati al 2the Beat
2004:
- Vince la seconda serata sconfiggendo Zizzed, Rula e Jake La Furia
- Nella terza serata perde in semifinale contro Moddi MC

## Curiosità
- È presente, insieme a molti esponenti della scena underground italiana, nel video di Ce n'è degli Otierre.

## Discografia

### Da solista
Album in studio
- 2001 – Salviamo il salvabile
- 2004 – L'amico degli amici
- 2007 – Colpa delle donne
- 2009 – Lealtà e rispetto

Raccolte
- 2012 – Turi sceglie Turi[2]

EP
- 1999 – Aspromonte a Roma
- 2012 – Brutta persona

Mixtape
- 2002 – Vatteli a cercare vol. 1
- 2003 – Vatteli a cercare vol. 2
- 2016 – Vatteli a cercare vol. 3

### Con i Mattacchiones
- 2002 – Eccezzionale!

### Con Robba Coatta
- 1997 – La banda der trucido

### Collaborazioni
- 1998 – Fritz da Cat ft. Turi & Compari - Nuovi risultati (da Fritz da Cat)
- 1998 – Flaminio Maphia ft. Turi - Combattimento mortale part II I sopravvissuti (da Italy's Most Wanted)
- 1999 – Fritz da Cat ft. Turi - Schiaffetto correttivo (da Novecinquanta)
- 1999 – Gatekeepaz ft. Turi & DJ Lugi - Calajama (da Dietro il cancello)
- 2000 – Zora la vampira Turi - D'istinto
- 2000 – DJ Zeta ft. Turi - Abelardo (da ZetaDuemila)
- 2001 – Fritz da Cat ft. Turi & Fabri Fibra - Sei cavaliere? (da Basley Click)
- 2002 – Neo Ex ft. Okinawa & Turi - Nessi d'amianto (da L'anello mancante EP)
- 2003 – Migliori Colori ft. Turi & L-Mare - Comandano Pacchiani (da Rullanti distorti)
- 2005 – Microspasmi ft. Turi - Nel club non si respira (da 16 punti di sutura)
- 2005 – Primo & Squarta ft. Turi - Attento (da Bomboclat)
- 2006 – DJ Rasm – Hip Hop Motel
- 2007 – Kaos ft. Turi - Mu-Sick (da Karma)
- 2007 – Piotta ft. Turi & Bassi Maestro - Giovani d'oggi (da Multi culti)
- 2008 – Kiave ft. Turi - Son pronto (prod. Turi - da 7 respiri)
- 2008 – DJ Myke ft. Turi - Tutto gira come deve (prod. Hocus Pocus)
- 2008 – Franco Micalizzi ft. Turi - Caccia al boss (da Cult & Colt Cinema 70)
- 2010 – Ensi feat. Turi & Polo - Terrone (Remix) (da "Equilibrio")
- 2013 – Fritz da Cat ft. Turi - Schiaffetto correttivo pt. 2 (da Fritz)

## Filmografia
- Zora la vampira, regia dei Manetti Bros. (2000)